# سفارة كوريا الشمالية في الصين
سفارة كوريا الشمالية في الصين هي أرفع تمثيل دبلوماسي لدولة كوريا الشمالية لدى الصين. تقع السفارة في شاويانغ وهي تهدف لتعزيز المصالح الكورية شمالية في الصين.

## وصلات خارجية
- قائمة سفارات كوريا الشمالية
- قائمة السفارات في الصين